# Tournoi de tennis de San Benedetto del Tronto
Le San Benedetto Tennis Cup est un tournoi international de tennis masculin du circuit professionnel Challenger. Il a lieu tous les ans au mois de juillet à San Benedetto del Tronto, en Italie. Il a été créé en 2001 et se joue sur terre battue en extérieur.

## Palmarès messieurs

### Simple
| Année     | Vainqueur            | Finaliste               | Score           |
| --------- | -------------------- | ----------------------- | --------------- |
| 2001      | Marzio Martelli      | Salvador Navarro        | 6-4, 6-2        |
| 2002      | Pas de tournoi       | Pas de tournoi          | Pas de tournoi  |
| 2003      | Stanislas Wawrinka   | Salvador Navarro        | 6-1, 4-6, 6-4   |
| 2004      | Daniele Bracciali    | Cristian Villagrán      | 7-63, 6-1       |
| 2005-2007 | Pas de tournoi       | Pas de tournoi          | Pas de tournoi  |
| 2008      | Máximo González      | Diego Junqueira         | 6-4, 7-65       |
| 2009      | Fabio Fognini        | Cristian Villagrán      | 65-7, 7-62, 6-0 |
| 2010      | Carlos Berlocq       | Daniel Gimeno-Traver    | 6-3, 4-6, 6-4   |
| 2011      | Adrian Ungur         | Stefano Galvani         | 7-5, 6-2        |
| 2012      | Gianluca Naso        | Andreas Haider-Maurer   | 6-4, 7-5        |
| 2013      | Andrej Martin        | João Sousa              | 6-4, 6-3        |
| 2014      | Damir Džumhur        | Andreas Haider-Maurer   | 6-3, 6-3        |
| 2015      | Albert Ramos-Viñolas | Alessandro Giannessi    | 6-2, 6-4        |
| 2016      | Federico Gaio        | Constant Lestienne      | 6-2, 1-6, 6-3   |
| 2017      | Matteo Berrettini    | Laslo Djere             | 6-3, 6-4        |
| 2018      | Daniel Elahi Galán   | Sergio Gutiérrez Ferrol | 6-2, 3-6, 6-2   |
| 2019      | Renzo Olivo          | Alessandro Giannessi    | 5-7, 7-64, 6-4  |

### Double
| Année     | Vainqueurs                             | Finalistes                              | Score               |
| --------- | -------------------------------------- | --------------------------------------- | ------------------- |
| 2001      | Leonardo Azzaro Stefano Galvani        | Stephen Huss Lee Pearson                | 3-6, 7-67, 6-4      |
| 2002      | Pas de tournoi                         | Pas de tournoi                          | Pas de tournoi      |
| 2003      | Todd Perry Thomas Shimada              | Daniele Giorgini Simone Vagnozzi        | 6-3, 6-4            |
| 2004      | Daniele Bracciali Giorgio Galimberti   | Andres Dellatorre Nicolás Todero        | 6-4, 7-5            |
| 2005-2007 | Pas de tournoi                         | Pas de tournoi                          | Pas de tournoi      |
| 2008      | Paolo Lorenzi Júlio Silva              | Cătălin-Ionuț Gârd Max Raditschnigg     | 6-3, 7-5            |
| 2009      | Stefano Ianni Cristian Villagrán       | Niels Desein Stéphane Robert            | 7-63, 1-6, [10-6]   |
| 2010      | Thomas Fabbiano Gabriel Trujillo Soler | Francesco Aldi Daniele Giorgini         | 7-64, 7-65          |
| 2011      | Alessio Di Mauro Alessandro Motti      | Daniele Giorgini Stefano Travaglia      | 7-65 4-6, [10-7]    |
| 2012      | Brydan Klein Dane Propoggia            | Stefano Ianni Gianluca Naso             | 3-6, 6-4, [12-10]   |
| 2013      | Pierre-Hugues Herbert Maxime Teixeira  | Alessandro Giannessi João Sousa         | 6-4, 6-3            |
| 2014      | Daniele Giorgini Potito Starace        | Hugo Dellien Sergio Galdós              | 6-3, 63-7, [10-5]   |
| 2015      | Dino Marcan Antonio Šančić             | Miguel Ángel Reyes-Varela César Ramírez | 6-3, 610-7, [12-10] |
| 2016      | Federico Gaio Stefano Napolitano       | Facundo Argüello Sergio Galdós          | 6-3, 6-4            |
| 2017      | Carlos Taberner Pol Toledo Bagué       | Flavio Cipolla Adrian Ungur             | 7-5, 6-4            |
| 2018      | Julian Ocleppo Andrea Vavassori        | Sergio Galdós Federico Zeballos         | 6-3, 6-2            |
| 2019      | Ivan Sabanov Matej Sabanov             | Sergio Galdós Juan Pablo Varillas       | 6-4, 4-6, [10-5]    |